# Eugenio Carbajal
Eugenio Carbajal Martínez (Mieres, 1941-Oviedo, 21 de marzo de 2002) fue un minero, ingeniero técnico, jurista y político socialista español, alcalde de Mieres y en dos ocasiones presidente de la Junta General del Principado de Asturias.

## Biografía
Minero desde los 14 años en el pozo Tres Amigos, mientras trabajaba se formó como perito en la Escuela de Ingenieros Técnicos de Mieres; años más tarde se licenció en Derecho por la Universidad de Salamanca. Miembro del Sindicato de Obreros Mineros de Asturias de la Unión General de Trabajadores (SOMA-UGT) y del Partido Socialista Obrero Español (PSOE) desde 1967, trabajaba en el pozo minero de San Mamés en la década de 1980 cuando en 1983 fue elegido concejal de Mieres. Los meses anteriores (del 14 de enero al 31 de mayo de 1983) presidió el ente preautonómico de la Junta General del Principado de Asturias. Al año siguiente, tras fallecer repentinamente el alcalde socialista de Mieres, Vital Álvarez-Buylla, Carbajal fue elegido alcalde de la localidad asturiana con el apoyo unánime de todos los grupos políticos, cargo que ocupó durante 10 años. Fue también elegido diputado a la Junta General del Principado en las elecciones de 1991, presidiendo de nuevo la cámara en esta tercera legislatura desde agosto de 1993 a junio de 1995. Tras dejar la actividad política pública, fue vicepresidente del Consejo de Comunidades Asturianas y presidió el Centro de Estudios y Debates "Manuel Llaneza" en su localidad natal.